# José Nieto (compositeur)
Pour les articles homonymes, voir Nieto et José Nieto.
José Nieto (parfois crédité Jose Nieto) est un compositeur espagnol, né le 1er mars 1942 à Madrid (Espagne).

## Biographie
Au cinéma, José Nieto est l'auteur des musiques de soixante-six films (majoritairement espagnols), le premier sorti en 1970. Quinze d'entre eux sont réalisés par Vicente Aranda, dont El Lute, marche ou crève (leur première collaboration, 1987, avec Victoria Abril), Libertarias (1996, avec Ana Belén et Victoria Abril), Juana la Loca (2001, avec Pilar López de Ayala) et Luna caliente (avec José Coronado), dernier film du compositeur à ce jour, sorti en 2009.
Mentionnons également Le Maître d'escrime de Pedro Olea (1992, avec Omero Antonutti et Assumpta Serna) et Guantanamera de Tomás Gutiérrez Alea et Juan Carlos Tabío (1995, avec Jorge Perugorría).
À la télévision, entre 1983 et 1995 (à ce jour), il est l'auteur de musiques pour huit séries et cinq téléfilms, dont Los Jinetes del alba de Vicente Aranda (mini-série, 1990).   
Durant sa carrière, José Nieto obtient diverses distinctions, dont dix nominations au Prix Goya de la meilleure musique originale (voir détails ci-dessous). Il en gagne six, notamment en 1993 pour Le Maître d'escrime pré-cité.  

## Filmographie partielle
(comme compositeur, sauf mention contraire)

### Cinéma
- 1970 : La Lola, dicen que no vive sola de Jaime de Armiñán
- 1971 : Captain Apache d'Alexander Singer (comme arrangeur et directeur musical)
- 1973 : Un casto varón español de Jaime de Armiñán
- 1974 : El amor del capitán Brando de Jaime de Armiñán
- 1975 : El poder del deseo de Juan Antonio Bardem
- 1975 : Jo, papá de Jaime de Armiñán
- 1975 : El vicio y la virtud de Francisco Lara Polop
- 1977 : Camada negra de Manuel Gutiérrez Aragón
- 1977 : El Puente de Juan Antonio Bardem
- 1977 : Nunca es tarde de Jaime de Armiñán
- 1978 : Sonámbulos de Manuel Gutiérrez Aragón
- 1979 : Las flores del vicio de Silvio Narizzano
- 1982 : Hablamos esta noche de Pilar Miró
- 1982 : Pares y nones de José Luis Cuerda
- 1987 : El Lute, marche ou crève (El Lute (camina o revienta)) de Vicente Aranda
- 1987 : La Forêt animée (El bosque animado) de José Luis Cuerda
- 1988 : Demain, je serai libre (El Lute II: mañana seré libre) de Vicente Aranda
- 1989 : Nunca estuve en Viena d'Antonio Larreta
- 1989 : La luna negra d'Imanol Uribe
- 1989 : Amanece, que no es poco de José Luis Cuerda
- 1989 : Si te dicen que caí de Vicente Aranda
- 1991 : Le Roi ébahi (El Rey pasmado) d'Imanol Uribe
- 1991 : Beltenebros de Pilar Miró
- 1991 : Amants (Amantes) de Vicente Aranda
- 1992 : Le Maître d'escrime (El Maestro del esgrima) de Pedro Olea
- 1993 : El Amante bilingüe de Vicente Aranda
- 1993 : Intruso de Vicente Aranda
- 1994 : Días contados d'Imanol Uribe
- 1994 : Desvío al paraíso de Gerardo Herrero
- 1994 : La pasión turca de Vicente Aranda
- 1995 : Guantanamera de Tomás Gutiérrez Alea et Juan Carlos Tabío
- 1996 : Bwana d'Imanol Uribe
- 1996 : Libertarias de Vicente Aranda
- 1996 : Le Chien du jardinier (El Perro del hortelano) de Pilar Miró
- 1998 : La mirada del otro de Vicente Aranda
- 1999 : Extraños d'Imanol Uribe
- 1999 : Celos de Vicente Aranda
- 2001 : Juana la Loca de Vicente Aranda
- 2002 : El Caballero Don Quijote de Manuel Gutiérrez Aragón
- 2003 : Carmen de Vicente Aranda
- 2006 : Tirant le Blanc (Tirant lo Blanch) de Vicente Aranda
- 2007 : Canciones de amor en Lolita's Club de Vicente Aranda
- 2009 : Luna caliente de Vicente Aranda

### Télévision
- 1977 : Mala racha de José Luis Cuerda (téléfilm)
- 1983 : Total de José Luis Cuerda (téléfilm)
- 1985 : La Huella del crimen, saison 1, épisode 4 Jarabo de Juan Antonio Bardem (série)
- 1990 : Los jinetes del alba de Vicente Aranda (mini-série)

## Distinctions (sélection)

### Nominations
- Prix Goya de la meilleure musique originale :
  - En 1990, pour Esquilache ;
  - En 1994, pour Intruso ;
  - En 1997, pour El Perro del hortelano ;
  - Et en 2002, pour Juana la Loca.

### Récompenses
- Prix Goya de la meilleure musique originale :
  - En 1988, pour La Forêt animée ;
  - En 1991, pour Lo más natural ;
  - En 1992, pour Le Roi ébahi ;
  - En 1993, pour Le Maître d'escrime ;
  - En 1995, pour La Pasión turca ;
  - Et en 2001, pour Sé quién eres.